# Insurrecció islamista a Cabo Delgado
La insurrecció en Cabo Delgado (coneguda també com la guerra civil de Cabo Delgado) és un conflicte en curs a la província de Cabo Delgado (Moçambic), que es lliura principalment entre els militants islamistes que intenten establir un Estat islàmic a la regió, i les forces de seguretat moçambiqueses. Els civils han estat els principals blancs dels atacs dels militants islamistes. La principal facció insurgent és Ansar al-Sunna, una facció extremista autòctona amb tènues connexions internacionals. Des de mitjan 2018, l'Estat Islàmic de l'Iraq i el Llevant (ISIL) suposadament també ha estat actiu al nord de Moçambic, i va reivindicar el seu primer atac contra les forces de seguretat moçambiqueses al juny de 2019. A més, els bandits han explotat la rebel·lió per a realitzar incursions. Es creu que la insurrecció s'està intensificant, ja que en la primera meitat de 2020 s'han realitzat gairebé tants atacs com en tot l'any 2019.
Ansar al-Sunna és similar al nom d'un grup insurgent sunnita iraquià que va lluitar contra les tropes estatunidenques entre 2003 i 2007. Els vilatans els criden "al-Xabab" però són una organització separada de la somali Al-Xabab. Se sap que els militants parlen portuguès, l'idioma oficial de Moçambic, kimwani, l'idioma local, i suahili, l'idioma de la lingua franca que es parla a la regió dels Grans Llacs. Segons els informes, els membres són en la seva majoria moçambiquesos dels districtes de Mocímboa da Praia, Palma i Macomia, però també hi ha estrangers de Tanzània i Somàlia.
El 14 d'octubre de 2020, l'Estat Islàmic a Àfrica Central (ISCA, per les seves sigles en anglès) van atacar per primer cop territori de Tanzània, en el poble fronterer de Kitaya de la regió de Mtwara, matant 20 civils i 2 militars.

## Context
Ansar al-Sunna, també conegut pel seu nom original "Ahlu Sunnah Wa-Jamo" (traduït com "adeptes de la tradició profètica"), va ser inicialment un moviment religiós en els districtes del nord de Cabo Delgado que va aparèixer per primera vegada al voltant de 2015. Va ser format per seguidors del clergue radical kenyà Aboud Rogo, que va ser assassinat en 2012. Posteriorment, alguns membres del seu moviment es van establir en Kibiti (Tanzània) abans de traslladar-se a Moçambic.
Ansar al-Sunna afirma que l'Islam, tal com es practica a Moçambic, s'ha corromput i ja no segueix els ensenyaments de Mahoma. Per consegüent, els membres del moviment van entrar en les mesquites tradicionals amb armes per a amenaçar a uns altres a seguir les seves pròpies creences radicals. El moviment també és anticristià i antioccidental, i ha tractat d'impedir que la gent assisteixi a hospitals o escoles que considera seculars i antiislàmiques. Aquest comportament va allunyar a gran part de la població local en lloc de convertir-los a Ahlu Sunnah Wa-Jamo, de manera que els membres del moviment es van separar i van formar els seus propis llocs de culte. Amb el temps, el grup es va tornar cada vegada més violent: va demanar que s'apliqués la llei Xaria al país, va deixar de reconèixer al govern moçambiquès i va començar a formar campaments ocults en el districte de Macomia, el districte de Mocímboa da Praia i el districte de Montepuez. Allí, els militants d'Ansar al-Sunna van ser entrenats per expolicies i exguàrdies fronterers que havien estat acomiadats i guardaven rancor al govern. El moviment també es va posar en contacte amb altres militants islamistes de l'Àfrica oriental i, segons s'informa, va contractar instructors d'al-Xabab de Somàlia, Tanzània i Kenya. No obstant això, aquests entrenadors d'al-Xabab van actuar com a mercenaris i van ajudar a Ansar al-Sunna no per les connexions reals entre al-Xabab i Ansar al-Sunna, sinó pels diners que van rebre d'aquest últim. Alguns dels militants d'Ansar al-Sunna també han viatjat a l'estranger per a rebre entrenament directe d'altres grups militants.
Els militants no estan unificats, sinó dividits en diferents cèl·lules que no semblen coordinar les seves accions. L'agost de 2018, la policia moçambiquesa havia identificat a sis homes com a líders dels militants en Cabo Delgado: Abdul Faizal, Abdul Raim, Abdul Remane, Ibn Omar, "Salimo" i Nuno Remane. Ansar al-Sunna es finança a través de l'heroïna, el contraban i el comerç del vori.
Si bé la religió exerceix un paper fonamental en el conflicte, els analistes creuen que els factors més importants de la insurrecció són els problemes socials, econòmics i polítics generalitzats a Moçambic. Es considera que la desocupació, i especialment la desocupació juvenil, són les principals causes que els habitants locals s'uneixin als rebels islamistes. L'augment de les desigualtats ha fet que molts joves se sentin fàcilment atrets per un moviment tan radical, ja que Ansar al-Sunna promet que la seva forma d'islam actuarà com a "antídot" contra el "govern corrupte i elitista" existent.

## Límits de la llibertat dels mitjans de comunicació
Hi ha falta d'accés a informació fiable a la regió pel fet que els periodistes són intimidats pel govern i els militars. El 5 de gener de 2019, les autoritats moçambiqueses van detenir il·legalment al periodista Amade Abubacar que havia informat sobre la insurrecció. Posteriorment va ser sotmès a tortura i només va ser posat en llibertat sota fiança després de 107 dies de detenció.

## Intervenció ruandesa
A petició del govern de Moçambic, a mitjans de juliol de 2021, Ruanda va desplegar 1.000 soldats a Cabo Delgado per ajudar a combatre els terroristes, estabilitzar l'àrea i restaurar l'autoritat de l'estat. Malgrat el suport de diferents països, Ruanda és de moment l'únic país que participa en operacions conjuntes amb les forces moçambiquesos.
Dues setmanes després, en una operació conjunta entre les forces ruandeses i de Moçambic, van prendre el control de diverses bases dels insurgents i el poble estratègic Awasse.
L’agost de 2021 l'operació conjunta va aconseguir reprendre la ciutat estratègica Mocímboa da Praia, un bastió dels gihadistes des de feia més d'un any.